# 高木裕史
高木 裕史（たかぎ　ひろし、男性、1986年3月30日 - ）は、日本のプロボクサーである。広島県廿日市市出身。森岡ボクシングジム所属。

## 略歴
広島県廿日市市出身。2001年に崇徳高等学校に進学し、ボクシングを始める。2011年に広島大学大学院総合科学研究科で、修士号を取得。その間もボクシングを続け、2007年には大分県で開催された第77回全日本アマチュアボクシング選手権大会にバンタム級中国地区ブロック代表として出場している。
2011年に広島を離れ、兵庫県宝塚市に移り住む。兵庫を拠点とする森岡ボクシングジムに所属し、同年プロテストに合格する。翌2012年にプロデビュー戦で川島陸と対戦し、判定勝ちでプロ初勝利を飾る。

## 戦績
- アマチュアボクシング：16戦7勝（2KO・RSC）9敗
- プロボクシング：9戦5勝(1KO)4敗

| 戦           | 日付          | 勝敗 | 時間 | 内容     | 対戦相手                       | 国籍 | 備考                                       |
| ------------ | ------------- | ---- | ---- | -------- | ------------------------------ | ---- | ------------------------------------------ |
| 1            | 2012年5月3日  | 勝利 | 4R   | 判定勝ち | 川島陸(神拳阪神）              | 日本 | プロデビュー戦、会場：尼崎エーリックホール |
| 2            | 2012年11月3日 | 敗北 | 1R   | KO負け   | 松岡輝(大成)                   | 日本 | 会場：住吉区民センター                     |
| 3            | 2013年3月24日 | 敗北 | 4R   | KO負け   | 田淵圭祐(八尾)                 | 日本 | 会場：住吉区民センター                     |
| 4            | 2013年12月3日 | 勝利 | 4R   | 判定勝ち | 小島弘也(泉北)                 | 日本 | 会場：ボディーメーカーコロシアム           |
| 5            | 2014年4月20日 | 敗北 | 3R   | TKO負け  | 香美の子岡村ケントキッド(六島) | 日本 | 会場：住吉区民センター                     |
| 6            | 2014年9月20日 | 敗北 | 4R   | 判定負け | 平沼日勇(フュチュール)         | 日本 | 会場：アゼリア大正ホール                   |
| 7            | 2015年2月28日 | 勝利 | 4R   | 判定勝ち | 岡村直樹(エディ)               | 日本 | 会場：アゼリア大正ホール                   |
| 8            | 2015年5月9日  | 勝利 | 3R   | TKO勝ち  | 岡田龍一郎(ワイルドビート)     | 日本 | 会場：豊中アクア文化ホール                 |
| 9            | 2015年7月17日 | 勝利 | 6R   | 判定勝ち | 中島孝彦(ハラダ)               | 日本 | 会場：大阪府立体育館第二競技場             |
| テンプレート |               |      |      |          |                                |      |                                            |

## 人物
- 得意技は右フック。好きなボクサーはリカルド・ロペスなどの技巧派ボクサー。
- 修士号ボクサーという異色の経歴である。強いボクサーになることと共に、将来的には大学教員として研究者となることが目標である。大学院（博士前期課程）修了後もプロボクシングと学究活動の両立を図っている。

## 典拠
1. ↑  森岡ボクシングジム 公式サイト